# Episodi di Romanzo criminale - La serie (seconda stagione)
La seconda stagione della serie televisiva Romanzo criminale - La serie andò in onda in prima visione su Sky Cinema 1 dal 18 novembre al 16 dicembre 2010.
In chiaro andò in onda su Italia 1 dal 10 gennaio al 29 febbraio 2012.
| nº | Titolo italiano | Prima TV Italia  |
| -- | --------------- | ---------------- |
| 1  | Episodio 1      | 18 novembre 2010 |
| 2  | Episodio 2      | 18 novembre 2010 |
| 3  | Episodio 3      | 25 novembre 2010 |
| 4  | Episodio 4      | 25 novembre 2010 |
| 5  | Episodio 5      | 2 dicembre 2010  |
| 6  | Episodio 6      | 2 dicembre 2010  |
| 7  | Episodio 7      | 9 dicembre 2010  |
| 8  | Episodio 8      | 9 dicembre 2010  |
| 9  | Episodio 9      | 16 dicembre 2010 |
| 10 | Episodio 10     | 16 dicembre 2010 |

## Episodio 1
- Diretto da: Stefano Sollima

### Trama
È il 13 settembre 1980, l'uccisione del Libanese ha disorientato i componenti della banda, che si ritrovano tutti al bar da Franco con tanti interrogativi, ma risoluti più che mai a vendicare l'assassinio del loro carismatico compagno. Ricostruendo i fatti della sera prima (la partita a poker con Maurizio Gemito finita male), i criminali si convincono che l'ex tirapiedi del Terribile, in combutta col fratello Remo, sia l'assassino del Libanese. La banda si mette, così, in caccia dei due, ma il commissario Nicola Scialoja brucia tutti sul tempo: grazie a delle informazioni estorte con furbizia a Ricotta e Ruggero Buffoni, richiede il fermo dei fratelli Gemito, per torchiarli e poterli sottoporre al guanto di paraffina. Alla banda non resta altro che inviare a difesa dei due il fedele avvocato Vasta, con la speranza che il famoso penalista possa ottenerne il rilascio al più presto, favorendo il regolamento di conti in tempi brevi. 
In un frangente così burrascoso (e con la necessità di vendicare al più presto il Libanese), gli affari della banda sembrano congelati. Così, Il Freddo, contattato dal solito emissario della mafia, rifiuta un piacere a "Zio" Carlo; il Dandi, sobillato proprio dal boss siculo, comincia a nutrire dubbi sulle intenzioni del criminale di Testaccio, il quale, con la morte del Libano, sembra volerne assumere il posto da leader. Con la fiducia reciproca in picchiata, dunque, i membri della banda sembrano essere sempre meno lucidi. Succede, così, che Er Bufalo, contravvenendo a delle precise indicazioni, uccide a sangue freddo in un bar un tale Beato Porco - alcolista di Torre Angela, che si vantava pubblicamente di aver ucciso il Libanese; dopodiché, col favore della notte, sottrae addirittura il feretro del Libanese per tributargli un funerale degno di un imperatore. Freddo e compagni, pur apprezzando l'estremo gesto d'amicizia del Bufalo nei confronti del loro compagno assassinato, sanno, però, che tutto ciò non è possibile: la madre del Libanese, orgogliosamente, ha rifiutato gli averi del figlio (perché frutto di attività illegali) e ha deciso di farlo seppellire in maniera molto sobria.
(Il Freddo, per onorare l'impegno del Bufalo, prova ad organizzare una sorta di cerimonia privata e commemorare, così, il compagno di batteria ucciso)
Intanto, "Zio" Carlo riprova a chiedere lo stesso favore di inizio puntata alla banda (rivolgendosi stavolta al Dandi, che, parimenti, rifiuta). Nel mentre, Scialoja è alle prese con i ritardi della polizia scientifica, che non gli ha ancora consegnato i risultati dell'esame del guanto di paraffina, costringendolo al rilascio dei fratelli Gemito. I risultati, in realtà, sono già nelle mani degli emissari dei Servizi segreti deviati, i quali non esitano a consegnarli al Freddo: a sparare al Libanese è stato Maurizio Gemito. Il rilascio dei due diventa l'occasione buona per onorare i propositi di vendetta della banda. I due fratelli, rifugiatisi in una sala scommesse del Quarticciolo, vengono raggiunti da Ruggero Buffoni e dal Freddo; quest'ultimo, approfittando della ressa, uccide a tradimento Remo Gemito e poi si dilegua. Una volta a casa, però, trova che Roberta non c'è più: la giovane ha capito che il suo compagno non intende più partire, così, ha deciso di piantarlo definitivamente.

## Episodio 2
- Diretto da: Stefano Sollima

### Trama
Marzo 1981, un testimone oculare afferma di aver visto un po' di tempo prima alla sala corse del Quarticciolo, il volto dell'assassino di Remo Gemito; dal confronto con le foto segnaletiche, l'uomo riconosce il Freddo, che viene prontamente arrestato a casa sua. Tuttavia, al momento di corroborare la sua versione dal vivo nel confronto all'americana, il testimone non è più sicuro. Come se non bastasse, Roberta, saputo dell'arresto, si presenta spontaneamente in commissariato per fornire un falso alibi al suo ex-compagno, del quale è ancora innamorata. Er Freddo è, dunque, nuovamente a piede libero, ma, proprio nella stessa giornata, Scialoja ha un altro colpo di fortuna: il fratello del Freddo, Gigio Soleri, finisce in manette per spaccio. Il commissario ventila la notizia al Freddo, che si precipita dall'avvocato Vasta per indurlo a chiedere una scarcerazione immediata: il Freddo teme per l'incolumità del fratello e, addirittura, una chiamata minatoria di Maurizio Gemito fa alzare il livello di allerta.
Lo sbandamento dei membri della Magliana è evidente. Convinti di essere sulla pista giusta, i criminali tendono un agguato notturno a Maurizio Gemito in un condominio della Bufalotta; la dritta ricevuta, però, è completamente sbagliata, così, a farne le spese è una coppia di ignari signori che vengono uccisi in macchina a colpi di mitra dai membri della banda. Nella stessa nottata, Gigio viene raggiunto in cella e picchiato a sangue da due conoscenti di Maurizio Gemito; si ritrova, quindi, in ospedale con varie contusioni e due costole fratturate. 
Il Freddo, saputa la notizia, si precipita in commissariato, mettendo a soqquadro l'ufficio di Scialoja, che, però, lo affronta con determinazione. Il commissario deve vedersela anche col collega Rizzo, promosso capo della squadra narcotici: lo zelante funzionario non accetta che Scialoja gli abbia sfilato di nascosto un indiziato e minaccia di denunciare l'accaduto al questore. Scialoja, però, riesce a calmare il collega: il suo piano è quello di usare Gigio per incastrare il fratello. Il Freddo, però, ha mangiato la foglia, così, scoperto il tradimento, taglia ogni ponte con suo fratello, dopo che quest'ultimo, su ricatto di Scialoja, comunicava con lui attraverso un registratore nascosto nella camicia.
Il Dandi, nel frattempo, è alle prese con le proprietà del Libanese: prima dell'arrivo della polizia, l'attico del criminale è stato letteralmente ripulito da un ignoto (probabilmente, al soldo dei Servizi segreti). A preoccupare ulteriormente il Dandi sono, poi, le auto dell'amico: il garage della sua villa è stato completamente svaligiato. L'identità del tombarolo è scoperta da Fierolocchio: Renato Proietti. Si scopre, così, che il Libanese non è affatto orfano di padre, come fatto intendere nella prima serie, ma è stato abbandonato in tenera età; ora, sor Renato è tornato per appropriarsi di beni utili a ripianare i suoi ingenti debiti. Il Dandi, sinceramente vergognato dal comportamento del papà del suo amico, lo costringe a restituirgli la vecchia Mini Minor, che ha intenzione di distruggere. Un flashback spiega che quell'auto, molti anni prima, era stata il "premio" datogli dal Terribile per avere un'informazione sul Libanese; informazione che si sarebbe rivelata, poi, letale, perché il Libanese aveva rubato per qualche ora l'auto del Terribile per portarvi la fidanzata Sara a Capannelle. Proprio in quell'occasione, Sara era stata violentata dai fratelli Gemito ed il Libanese aveva ricevuto una profonda ferita al braccio; il senso di colpa aveva indotto il Dandi a regalare la Mini all'amico, senza però confessargliene la provenienza.
Per la banda, che ancora non ha completato la vendetta, è, però, tempo di tornare agli affari: er Sardo reclama la gestione dello spaccio in zona Trastevere, originariamente assegnata al Libanese. Dandi e Freddo, però, vorrebbero temporeggiare. Tuttavia, saputo che, nel frattempo, già circola in zona della droga piazzata di nascosto dal Sardo, Trastevere viene presa in consegna da Donatella. Costei è una donna di carattere, compagna del fedele emissario della mafia Nembo Kid; Donatella controlla con successo lo spaccio a Latina. L'esser stato sopravanzato da una donna, ovviamente, manda il Sardo su tutte le furie.
A questo punto, la cronaca irrompe nuovamente nella vicenda: a seguito di una perquisizione in casa del "Maestro Venerabile" Licio Gelli, è stata scoperta la lista degli appartenenti alla loggia massonica P2, coinvolta in vari scandali nazionali. Nella lista sono elencati tutti i nomi di spicco dei Servizi segreti italiani - compreso quello del Vecchio, che, però, nota l'assenza dei nomi di diversi personaggi potenti parimenti collusi. Visto proprio il momento di gran confusione, decide, allora, di "sfoltire l'agenda", consegnando Maurizio Gemito alla banda. Nembo Kid, evidentemente in contatto con i servizi, passa la soffiata ai maglianesi, che subito organizzano l'agguato, al quale parteciperanno Ricotta e Bufalo, con il Dandi a far da palo. I due riescono a far fuori il guardaspalle di Maurizio Gemito, ma l'agguato si protrae troppo a lungo, finendo per coinvolgere anche dei civili. Il Dandi - pavido all'idea di intervenire e, probabilmente, in disaccordo totale sulle modalità di conduzione dell'agguato - resta a bordo dell'auto senza aiutare i compagni e, addirittura, al suono delle sirene della polizia, si dilegua. Così, Maurizio Gemito viene ferito gravemente e Ricotta, anch'egli ferito e nell'impossibilità di allontanarsi, si consegna alle guardie; Bufalo, invece, presa in ostaggio un'anziana, si dilegua sanguinante. Il Dandi, rimasto solo con la sua coscienza, ha una visione del Libanese, che lo rimprovera amaramente dell'accaduto, rinfacciandogli la sua pavidità.

## Episodio 3
- Diretto da: Stefano Sollima

### Trama
Er Bufalo, nascosto da Scrocchiazeppi a casa della zia Antonia, viene curato da Vanessa (l'infermiera fidanzata con Sorcio); nonostante i problemi che la latitanza gli comporta, non ha altro pensiero che vendicarsi del Dandi e, dal suo rifugio di fortuna, ventila alla banda i dettagli del comportamento da pavido mantenuto durante l'agguato dal suo compagno. La sua versione dei fatti, però, non collima con quella raccontata dal Dandi; così, tocca a Ricotta, rinchiuso in carcere, confermare l'accaduto all'avvocato Vasta. Il Freddo, però, resosi conto della tremenda spirale di vendetta che potrebbe scatenarsi, decide di risolvere la questione in maniera quanto più "diplomatica": il Dandi resterà impunito a patto che paghi le spese legali a Ricotta, raddoppi la stecca ai compagni che ha tradito e uccida Maurizio Gemito, ricoverato in ospedale in gravi condizioni.
Chi parimenti non ha dimenticato Maurizio Gemito - che lotta tra la vita e la morte in terapia intensiva - è il commissario Scialoja, intenzionato ad interrogarlo. Il poliziotto gli promette l'immunità per l'omicidio del Libanese, se vorrà consegnare la banda alla polizia. Ed è proprio qui che avviene un primo colpo di scena: Maurizio Gemito (che è ancora debole e parla a fatica), pur promettendo di collaborare, rivela al commissario la più assoluta estraneità ai fatti - sua e del fratello. Scialoja non si spiega, però, l'esito dell'esame del guanto di paraffina.
In questo frangente, per dare una svolta alle indagini, il dottor Borgia suggerisce al commissario di pedinare Patrizia e i componenti della banda per provare a scoprirli in flagranza di qualche reato. Il commissario, per la seconda volta, convince il collega Rizzo a far squadra, ma la sua tattica viene elusa dal Freddo: il criminale di Testaccio, accortosi degli appostamenti, dà incarico a Donatella (ancora sconosciuta al commissario) di occuparsi della raccolta dei proventi dello spaccio dalle formiche e di interfacciarsi con Ruggero Buffoni per la consegna del denaro. Tuttavia, qualcosa va storto e Ruggero viene completamente derubato, accusando più o meno apertamente Donatella di essere la basista della rapina. Proprio quando gli animi si stanno scaldando, Ranocchia - l'amico gay di Patrizia - contatta il Dandi, chiedendogli ragioni del comportamento poco educato tenuto da una cliente transessuale della sua boutique: costei, in maniera molto arrogante, avrebbe preteso di pagare con una carta di credito intestata a Ruggero Buffoni. Messo alle strette, Ruggero è costretto ad ammettere di esser stato rapinato proprio da due complici della transessuale, con il quale s'era appartato in auto. A salvare la situazione è Trentadenari, che ritrova la transessuale e i suoi complici, ai quali, con i soliti metodi spargisangue, viene data la solita lezione: la banda non si tocca.
A questo punto, Dandi, che non ha affatto intenzione di sporcarsi le mani, chiede a Nembo Kid di provvedere a eliminare Maurizio Gemito; il mafioso, con il placet di "Zio" Carlo, accetta, ma rinfaccia tuttavia a Dandi il favore chiestogli (e rifiutatogli) ad inizio serie. La situazione, però, è complessa: Maurizio Gemito ha ritirato il mandato difensivo nei confronti dell'avvocato Vasta e ha chiesto il trasferimento in un altro istituto di cura. Così, è il Nero, probabilmente prezzolato, a fare irruzione nell'ospedale e, dopo aver eluso abilmente la sorveglianza, a uccidere Maurizio Gemito.
La morte di Maurizio Gemito, unita agli scarsi frutti degli appostamenti, inducono Rizzo a rompere il sodalizio con Scialoja. Questi'ultimo, però, grazie proprio ai più recenti pedinamenti, è riuscito ad entrare in possesso di alcuni scatti importanti. Donatella, ancora non identificata da Scialoja, è immortalata durante la gestione del traffico di droga della banda; i due infiltrati dei Servizi segreti deviati, Zeta e Pi Greco, sono invece ritratti proprio di fronte al bordello di Patrizia, durante la più classica delle "pause di lavoro". Mentre al commissario balena l'idea di aver centrato finalmente l'obiettivo, i due infiltrati stanno consegnando al Vecchio il vero reperto dell'esame del guanto di paraffina, che, in realtà, aveva dato esito negativo. Diventa, dunque, sempre più chiaro che la morte del Libanese è legata a motivi (e disegni) molto più importanti di quanto la banda possa credere.
Mentre il Dandi gongola all'idea di avere fatto sbrigare l'affare Gemito a un altro (e il Freddo, al contrario, se ne rammarica), Bufalo è di nuovo sulle tracce del compagno di batteria, che affronta, armato di pistola, proprio davanti a casa sua; Dandi, però, lo neutralizza e lo lascia pressoché moribondo sul selciato, dopodiché consuma un rapporto sessuale con Patrizia sulle scale dell'appartamento.

## Episodio 4
- Diretto da: Stefano Sollima

### Trama
Primavera 1982, Zeta e Pi Greco, dall'interno del bordello, sono intenti a filmare (per ricatto) un Deputato della Repubblica, impegnato in una sessione di sesso sadomaso; in quel momento, Scialoja fa irruzione con i suoi agenti ed arresta tutti, compresa la maîtresse Patrizia. I due agenti segreti, pur sotto torchio, si mostrano, però, reticenti. Chi non è affatto reticente è Inés, la prostituta che stava frustando il politico: la ragazza ammette di essere a conoscenza delle attività di spionaggio avviate dai Servizi nel bordello. Per far scattare una denuncia di estorsione "autorevole", però, occorre la collaborazione di Patrizia. La donna, però, si rifiuta di collaborare e schiaffeggia violentemente Scialoja per aver tentato di baciarla durante l'interrogatorio. 
Subito dopo, il commissario è ricevuto a Montecitorio dall'Onorevole vittima dell'estorsione, il quale, ringraziandolo per il suo operato, gli promette un'importante promozione se vorrà restituire il filmato hard del quale è protagonista; Scialoja si mostra inflessibile e, così, l'Onorevole decide di rivolgersi a qualcuno molto "in alto" per sbrigare altrimenti la faccenda. I Servizi Segreti, allora, riprendono il controllo della situazione: corrompono Inés, che ritratta la deposizione, favorendo il rilascio di Zeta e Pi greco. Nondimeno, una volta fuori dal carcere, i due agenti vengono posti in congedo dal Vecchio, ufficialmente "per motivi di salute".
Nel frattempo, Bufalo, probabilmente ritrovato quasi morto dalla Polizia davanti a casa del Dandi, è finito in carcere: durante i colloqui, chiarisce al Freddo le sue intenzioni di ricambiare lo sgarro al compagno che l'ha tradito, uccidendolo alla prima occasione utile che gli si presenti. Freddo, preoccupato dagli effetti che sortirebbe una faida interna alla banda, spegne sul nascere il discorso.
La banda, nel frattempo, è alle prese con il Sardo, che, durante uno scambio con Fierolocchio e Scrocchiazeppi, ha preso i soldi con la forza, senza consegnare il carico pattuito: si tratta di un ennesimo atto intimidatorio, volto a rivendicare il controllo della zona di Trastevere. Il fatto non scuote il Freddo, ma di certo indispettisce tutti gli altri: si crea, così, un particolare clima di sospetto nei confronti dei presunti "favoritismi" usati verso Donatella. 
Dandi è, inoltre, innervosito dalla situazione di Patrizia (che continua a stare in carcere, con l'accusa di sfruttamento della prostituzione), tanto da suggerire alla banda di uccidere Scialoja; l'ipotesi verrà scartata subito, per dare la priorità a problemi considerati più urgenti. I maglianesi, sulle prime, pensano di far fuori il Sardo; il boss di Ostia, però, si nasconde in una lussuosa villa-fortezza, praticamente impenetrabile (sia per la folta vegetazione che la circonda, sia per la guardia incessante montata dai suoi scagnozzi e dai suoi dobermann). I maglianesi, a corto di droga, s'interrogano, allora, sull'opportunità di muovere guerra al Sardo (e, quindi, di riflesso, alla camorra). L'ipotesi migliore sarebbe dare il benservito a Donatella e, in realtà, l'occasione ci sarebbe: Nembo Kid rimane ucciso nell'attentato (fallito) al vice-presidente del Banco Ambrosiano, Roberto Rosone. Freddo, però, rifiuta questa soluzione e s'infuria con i suoi compagni, prendendoli letteralmente a parolacce. Dopodiché, porta conforto a Donatella, garantendole che nessuno potrà toglierle la sua zona di spaccio. 
Il Dandi, intanto, sempre più innervosito, si reca da "Zio" Carlo a chiedergli consiglio sull'affare Patrizia; il padrino malavitoso gli suggerisce di lasciarla perdere, sottoponendo a questa condizione l'appoggio della mafia. Il Dandi, allora, in cambio del potere personale, si convince ad abbandonare le pretese di salvare Patrizia, nonostante una nuova visione del Libanese lo metta in guardia dall'affidarsi totalmente alla mala sicula. Scialoja, che si è reso conto di questa situazione, prova a convincere per l'ultima volta Patrizia a testimoniare contro di lui, ma invano. 

Che non sia un periodo florido per il Dandi, è, comunque, ben chiaro: dopo i dissidi interni alla banda, c'è un'altra "grana" da sbrigare, stavolta col Sardo. Il fiduciario della camorra sequestra il boss della Magliana per qualche ora, per proporgli di uccidere il Freddo in cambio dell'appoggio della mala napoletana. Per il Dandi, minacciato dalla pistola di uno scagnozzo del Sardo, non c'è scelta: dovrà tradire l'amico. Perciò, attira il Freddo in una trappola: si reca con lui e Trentadenari nella villa-rifugio del Sardo, ufficialmente per stringere un accordo con il boss camorrista. 
(Nel bel mezzo della trattativa, il Dandi sfodera la pistola e la punta contro il Freddo)

Tuttavia, Dandi non spara al Freddo, ma al Sardo. È il segnale: gli altri componenti della banda, appostati in zona su ordine del Dandi, colgono di sorpresa i tirapiedi del boss e li eliminano dopo una breve sparatoria a colpi di mitra Uzi e Ak 47. La banda, insomma, è ancora unitissima, nonostante i diverbi e le parole forti volate negli ultimi tempi.
(Sergio Buffoni recita un suo personalissimo de profundis per il Sardo e i suoi scagnozzi)
Dandi, a questo punto, può chiarirsi col Freddo: è importante tenere la banda unita, ma, per farlo, occorre evitare al minimo le influenze dall'esterno. Così, Freddo comprende che è venuto il momento di sollevare Donatella dal pesante incarico di Trastevere. All'indomani, anche Patrizia esce dal carcere e il Dandi si fa trovare in strada ad aspettarla, con un bel mazzo di rose tutto per lei; la donna, però, con un abile stratagemma, gli ruba l'auto e raggiunge Scialoja, col quale passa una travolgente notte di passione. Al mattino seguente, però, si allontana di buon'ora, lasciandogli soltanto un appunto: si tratta di un indirizzo al quale, stando a quanto è scritto, potrà trovare il Dandi.

## Episodio 5
- Diretto da: Stefano Sollima

### Trama
È il giorno di Italia - Polonia, semifinale della Coppa del mondo FIFA 1982, ma Scialoja ha tutt'altro a cui pensare: quell'indirizzo che Patrizia gli ha lasciato corrisponde alla sede del Ministero dell'industria. Avendo bisogno di molti uomini per avviare una perquisizione nell'edificio, chiede, dunque, per la terza volta allo scettico collega Rizzo di collaborare; così, i due commissari scoprono la stanza dei sotterranei nei quali, a suo tempo, il Libanese aveva stabilito la santabarbara della Magliana. Il custode dell'edificio, evidentemente colluso, viene torchiato dagli inquirenti, e rivela di aver avuto rapporti con tutti i capi della banda. Scattano gli arresti, ma i Servizi segreti deviati allertano il Dandi, che riunisce lo zoccolo duro della banda nella villa-fortezza del Sardo. Nonostante la retata fallisca, Rizzo comincia finalmente a rendersi conto delle indubbie qualità del collega; questo rinnovato spirito di squadra permette, così, di lavorare rapidamente alla repertazione delle prove (le armi e le munizioni trovate). Grazie proprio ai dati della polizia scientifica, Scialoja viene a sapere che una delle pistole dell'arsenale è quella che ha sparato al Libanese.
L'azione si sposta di nuovo alla villa del Sardo. Mentre la banda è impegnata a chiedersi chi possa aver fornito la soffiata a Scialoja (con Donatella in cima alla lista dei sospetti), l'influente "capo dei capi" della camorra, Don Mimmo, chiede un incontro ai maglianesi. Il boss partenopeo, com'è ovvio, si è accorto che il suo protetto è sparito nel nulla e ha compreso che la banda ne sa di più di quanto dia a vedere; perciò, preso in ostaggio il Freddo, dà un ultimatum di due giorni ai maglianesi per ritrovare il suo fiduciario (o, più verosimilmente, chi lo ha fatto sparire). Dandi sa bene di non poter accondiscendere alla richiesta e si ritrova, quindi, ad improvvisare una "guerra" alla camorra con armi di fortuna. A procurarle s'impegna il Nero, che però, chiede in cambio dei documenti falsi per espatriare e tirarsi fuori da una guerra che non ritiene sua. Il neofascista avverte della sua scelta anche i Servizi segreti (per i quali, evidentemente, lavora), dicendosi preoccupato del ritrovamento di una certa pistola che avrebbe dovuto rimanere segreta. 
Pare, così, emergere una verità finora insospettata; verità che prende, poco a poco, corpo, quando l'avvocato Vasta (probabilmente imbeccato da qualche fonte interna alla Questura o, peggio ancora, dai Servizi) viene a conoscenza dell'esito della perizia sulle armi trovate al Ministero. L'esperto penalista avverte subito dell'accaduto il Dandi e lo mette in guardia dalle prossime mosse di Scialoja, che ha dalla sua parte un super-testimone in grado di riconoscere tutti i membri della banda. Dandi è molto colpito dalla notizia sulla morte del Libanese, perciò chiede all'avvocato di mantenere sul fatto il più stretto riserbo con gli altri membri; dopodiché, si reca da Donatella e, giocando sul debole della donna per il Freddo, la induce a collaborare nuovamente con la banda. L'idea del Dandi è di usare la giovane per minacciare il testimone, in maniera che ritratti; l'iniziativa va a buon fine e, così, Scialoja perde il suo asso per incastrare la banda. 
Casualmente, però, Scialoja scopre il legame di Donatella con Nembo Kid; il collega Rizzo gli fornisce, inoltre, l'identità della donna. Ciò non fa altro che allargare lo spettro dell'inchiesta, senza permettere al commissario di arrivare ad alcun punto fermo. Scialoja gioca, quindi, l'ultima carta: ventila al Bufalo che l'arma che ha ammazzato il Libanese proveniva dalla santabarbara della banda. 

Nello stesso momento, il Dandi è a colloquio da "Zio" Carlo, al quale chiede aiuto per liberare il Freddo. Il mafioso non fa mistero di detestare il criminale di Testaccio e lascia il Dandi in compagnia di un tale che si fa chiamare il Maestro, che ha di fatto rimpiazzato Nembo Kid nella gerarchia dell'organizzazione criminale. Costui sottopone l'eventuale appoggio futuro all'uccisione del Nero (reo di aver fallito, assieme a Nembo Kid, l'attentato al dott. Rosone). Dandi va su tutte le furie e non accetta l'accordo; tuttavia, a mente fredda, si rende conto di essere in possesso di abbastanza elementi per capire il perché Nero sia diventato improvvisamente sgradito alla mafia. Allora, grazie all'intercessione di Trentadenari, organizza un nuovo incontro con Don Mimmo. Con lui, ci sono tutti i superstiti della banda, più er Nero, convinto dal Dandi a prender parte all'ultima azione in compagnia dei maglianesi, prima di prendere il largo per altri lidi. Il Dandi, però, rimasto solo col lui, tira fuori la pistola. Prima, gli chiede ragioni dell'assassinio del Libanese, del quale il Nero è l'esecutore materiale; poi, venuto a sapere che l'ordine è partito proprio dalla mafia, lo uccide. Ovviamente, racconta tutta un'altra storia tanto ai suoi, quanto ai camorristi. 
(Dandi negozia con la camorra)
Questo discorso è piaciuto a Don Mimmo che si complimenta così:
e poi libera il Freddo.

Il Freddo, che ha visto morire davanti ai suoi occhi il suo amico, viene, così, liberato, ma, ovviamente, non crede ad una parola di quanto il Dandi afferma. Per gli altri componenti della banda, invece, l'importante è che la situazione sia risolta per il meglio. D'altra parte, è tempo di festeggiare: il testimone ha ritrattato e, proprio quella sera, l'Italia si gioca la finale di Coppa del Mondo al Santiago Bernabéu di Madrid. Mentre i membri della banda celebrano a modo loro la vittoria dei Mondiali, per il Dandi è venuto il momento di scoprire alcune verità. Dapprima, si reca da Donatella per capire se mai possa esser stata lei ad informare la polizia (magari per ripicca); la donna, però, suggerisce al Dandi che potrebbe esser stata proprio Patrizia a spifferare tutto a Scialoja, tant'è che è fuggita da casa. Dopodiché, Dandi va a trovare "Zio" Carlo al solito Ristorante "Monserrato", per chiedergli ragioni dell'assassinio del Libanese. Il mafioso gli spiega a modo suo che il leader della banda era ormai "bruciato", in preda alla più estrema follia; inoltre, gli preannuncia che il Freddo potrebbe diventare presto un problema. 
(La spiegazione di "Zio" Carlo ha il sapore di un'investitura)

Così, Dandi, rimasto solo con la sua coscienza, ha una nuova visione del Libanese, che gli tributa un applauso sarcastico; allo stesso tempo, Freddo riceve la visita di Donatella, con la quale festeggia il ritorno a casa con una nottata di passione. Il tutto si svolge sotto gli occhi increduli di Scialoja che, anziché festeggiare la vittoria del Mondiale, ha già montato il primo pedinamento ai danni della donna.
(Scialoja, ironico, commenta la scena tra sé e sé)

## Episodio 6
- Diretto da: Stefano Sollima

### Trama
Il Freddo, in visita dal Bufalo, gli suggerisce di farsi passare per matto, per provare ad ottenere il trasferimento in un Ospedale Psichiatrico Giudiziario; in cambio, pretende l'abbandono di ogni proposito di vendetta sul Dandi. Dunque, alla successiva udienza, il giudice accoglie la richiesta della difesa di disporre una perizia psichiatrica per giudicare la capacità di intendere e volere dell'imputato; il CTU è individuato nella figura di Renato Sargeni, il "Professore nero". Scialoja sa bene che lo psichiatra è colluso con la mala; tuttavia, il pm Borgia non ha prove per poter ricusare l'autorevole docente, tanto più che il Bufalo dà grande prova delle sue qualità attoriali durante la realizzazione della perizia. La banda, però, deve vedersela con un problema che riguarda proprio Sargeni: Don Mimmo, infatti, l'ha giurata al professore, reo di collaborare anche con i componenti di altri clan camorristici. Freddo non ci sta a prendere ordini dall'esterno, anche perché ne andrebbe dell'esito della perizia. Per questo motivo, Trentadenari prova a chiedere l'intercessione del Dandi, che, però, si rivela infruttuosa. L'imprevisto è dietro l'angolo: il giorno dell'udienza nel quale andrebbe depositata la perizia, il professore non si presenta in aula e, qualche ora dopo, viene trovato cadavere sulla spiaggia. L'episodio non fa altro che gonfiare il nervosismo e aumentare i sospetti interni alla banda, tenuta ormai in piedi soltanto dal denaro.
La situazione è evidente in un altro episodio: Scrocchiazeppi è alle prese con gravi difficoltà economiche (200 milioni di debiti con le banche) e nessuno della banda può o vuole aiutarlo. Così, Fierolocchio gli suggerisce di incendiare uno dei suoi immobili assicurati per incassare il relativo premio. Così, in compagnia del fidato amico e dei fratelli Buffoni, Scrocchiazeppi mette in scena un incendio (fin troppo) perfetto, tant'è che l'istituto assicurativo, visti i precedenti di Scrocchiazeppi, si rifiuta di versargli il premio. Il criminale è costretto, quindi, a prostrarsi al Dandi, che gli chiede, in cambio della somma, due locali di sua proprietà. 
Altri problemi economici si verificano nella zona di competenza di Ruggero e Sergio Buffoni: il cassiere della banda, Trentadenari, s'è accorto che, nell'area controllata dai due fratelli, si sono abbassati i proventi. Donatella, su ordine segreto del Freddo, prova a far chiarezza e, così, passa una soffiata al suo nuovo compagno: una formica conosciuta come Canna vende droga per conto proprio, togliendo un'importante fetta di mercato alla banda. Il Freddo, convocati i fratelli Buffoni, ordinando loro di trovare il responsabile; e così è che va. Ruggero inizia a pestarlo ma, mentre lo spacciatore sembra invocare l'aiuto di Sergio, questi gli spara a bruciapelo, uccidendolo.
Dal fronte mafioso, intanto, arriva una dritta per il Dandi: Ranocchia è stato avvistato ad Ancona. Dandi, che intimamente non ha abbandonato del tutto l'idea di riavere con sé Patrizia, incarica i due tirapiedi del Secco, Nercio e Botola, di scovarlo e farsi dare ogni informazione utile a ritrovare la donna. Ranocchia, da loro avvicinato e poi minacciato in un locale gay, è costretto a spifferare dove si trova l'amica: così, si scopre che Patrizia ha cambiato vita e fa la fioraia in città. Dandi la va a trovare, ma l'incontro tra i due si rivela incredibilmente freddo. Tuttavia, a sorpresa, Patrizia rientra a Roma qualche giorno più tardi e, minacciando il Dandi di passare altre notizie riservate a Scialoja, gli intima di sposarla, consentendole di ritrovare quel lusso, a cui non è più disposta a rinunciare.

Intanto, Trentadenari ha scoperto che, dietro l'omicidio del professor Sargeni, c'è Donatella, incaricata a sua volta dal Dandi. Il Freddo decide di affrontare il compagno in casa sua. Il Dandi è impegnato in un ricevimento privato, durante il quale, spalleggiato dal Maestro, sta negoziando una grossa speculazione edilizia, in previsione di Italia '90. Dandi prova a convincere Freddo del suo operato, adducendo la necessità di non far saltare l'accordo - ancora fresco - con la camorra; Freddo, però, comprende che l'omicidio del professore è frutto della paura del Dandi stesso di ritrovarsi, presto o tardi, faccia a faccia col Bufalo.
(Il Dandi è ormai proiettato nella mala di palazzo)
All'indomani, lo sconsolato Freddo - che ha ormai visto compiersi la parabola del Dandi da delinquente di strada ad abile stratega di palazzo - sarà l'unico componente della banda ad assistere dal vivo al più scontato degli esiti processuali: Ricotta e Bufalo subiranno condanne rispettivamente a 24 e 28 anni di reclusione. Giusto prima della sentenza, il Bufalo gli aveva anche rivelato che la pistola che aveva ucciso il Libano fosse parte dell'arsenale della banda.

## Episodio 7
- Diretto da: Stefano Sollima

### Trama
Febbraio 1983, Il Freddo, avuta conferma della notizia dall'avvocato Vasta, si accorge che qualcosa nella banda non quadra più, così intima al legale dei maglianesi di riportare soltanto a lui le notizie dal fronte giudiziario; fa, poi, ritorno dal Dandi. Qui, dapprima, trova la rediviva Patrizia, che gli annuncia dell'imminente matrimonio; il Freddo nota con dispiacere come il Dandi non ne abbia fatto parola con la banda. Dopodiché, il criminale di Testaccio irrompe in casa del compagno e gli chiede ragione del suo comportamento sospetto; Dandi è piuttosto evasivo e continua a sostenere la responsabilità dei fratelli Gemito. Freddo, però, non gli crede più: convocati i membri della banda al solito bar da Franco, intima a tutti di cercare e trovare il responsabile della morte del Libanese. I suoi compagni sono, però, perplessi: la morte del Libanese risale a quasi due anni prima e, in loro, ormai, s'è sedimentata l'idea che i fratelli Gemito ne siano gli effettivi responsabili.
Ad ogni modo, Freddo deve subito abbandonare i suoi propositi di vendetta: il fratello Gigio, che il giorno prima gli aveva chiesto aiuto, è stato ricoverato in coma dopo l'assunzione di una dose di eroina tagliata male. Il criminale (forse in un estremo e tardivo tentativo di pulirsi la coscienza) chiede alla fidata Donatella di aiutarlo a scoprire chi gli ha venduto la dose, pur conoscendone l'identità. L'avvocato Vasta, che ha saputo del fatto, lo informa che l'eroina non è quella generalmente comprata dalla mafia e rivenduta dalla banda su Roma; è così che il Freddo collega la morte de Er Canna ad un possibile nuovo canale di spaccio. Il Dandi, che inizialmente era stato sospettato dagli altri (in particolare da Sergio Buffoni), ottiene, allora, informazioni utili (oltreché sorprendenti) proprio dalla mafia: la droga, di qualità scadente e di prezzo molto basso, arriverebbe a Roma da un canale cinese, orchestrato proprio da un membro della banda.
Intanto, il matrimonio del Dandi è sempre più vicino. Mentre Scialoja e Dandi ingaggiano una personalissima battaglia a base di sfregi e colpi bassi reciproci, Patrizia si prepara al gran giorno. Scialoja la va a cercare per chiederle spiegazioni della sua scelta (che egli ritiene incomprensibile), ma si accorge ben presto che a Patrizia non interessa altro che il lusso; perciò, si allontana, rivolgendole parole di grande spregio.
In quest'episodio della serie, si scopre pure un probabile giro di prestiti gestito da Fierolocchio, che è creditore di 50 milioni con un giovane talento del pugilato. Il criminale, stanco di aspettare la restituzione del denaro, ha giocato una grossa cifra in un incontro valido per l'assegnazione di un titolo, nel quale lui è dato sicuro vincitore: stando ai patti, il pugile dovrà andare al tappeto, stravolgendo completamente il pronostico.
Intanto, dopo un complicato giro, Donatella e Freddo risalgono all'identità del membro della banda che spaccia in proprio: Sorcio. Questi, però, è un "pesce" troppo piccolo per poter gestire un canale in autonomia. Il Freddo lo fa comunque rinchiudere nel covo della banda ed usa con lui le maniere forti per ottenere maggiori informazioni in merito. A dargli man forte, c'è Sergio Buffoni. Quando il Dandi rivela la verità al Freddo (cioè che dietro il giro di droga c'è Sergio Buffoni), il criminale di Testaccio matura, allora, durissimi propositi di vendetta; Dandi, che non è intenzionato ad entrare nella questione, gli annuncia che le loro strade, da quel momento, viaggeranno separatamente. Così, Freddo fa rientro al covo (dove Sergio stava cercando di eliminare Sorcio - complice divenuto scomodo) e lo porta a Fiumicino, nei pressi dell'aeroporto; qui, dopo un lungo discorso sulla loro gioventù perduta, lo uccide a tradimento. 
Ruggero, che aveva cominciato a comprendere in che guaio si fosse cacciato il fratello, non fa in tempo a salvarlo. La notizia della morte di Sergio raggiunge anche Fierolocchio, che in quel momento sta assistendo all'incontro di pugilato da lui pilotato. Nello stesso momento, complice anche la perdita del contatto visuale con Fierolocchio, il pugile, Marcellino (Alessandro Borghi) ha uno scatto d'orgoglio e stravince l'incontro, facendo suo il titolo. La reazione di Fierolocchio, sconvolto dalla notizia dell'assassinio di Sergio da parte del Freddo è durissima e disperata al contempo. 
L'unico a gioire, quasi fosse elemento avulso dalla realtà della banda, è il Dandi: quella sera, si celebra nel suo attico il matrimonio con Patrizia. Anche qui, il criminale non perde occasione di fare un altro sfregio e Scialoja, facendogli recapitare una fetta di torta mentre è appostato in auto, giusto fuori dalla strada; e, mentre la notizia della morte di Sergio Buffoni arriva anche al commissario, Freddo si reca a riprendere Sorcio al garage-covo della banda per ucciderlo. Tuttavia, non fa in tempo a completare l'opera, perché viene fermato ad un posto di blocco e trovato in possesso di un'arma clandestina.

## Episodio 8
- Diretto da: Stefano Sollima

### Trama
Freddo si ritrova, così, in carcere. L'atmosfera che lo aspetta, però, è assai ostile: i detenuti non gli perdonano di aver ucciso un membro della sua banda, così hanno perso ogni rispetto nei confronti dei maglianesi. All'interno del Regina Coeli, è rinchiuso anche er Puma: il boss dell'EUR era riuscito a tagliare la corda, ma, successivamente, era stato estradato dalla latitanza a Cuba. Ora, è minacciato da un tale er Roscio, un delinquente con cui ha un vecchio conto in sospeso. Anche gli avvertimenti al Roscio si riveleranno infruttuosi (in quanto la banda non ha più potere sul carcere), così, a farne le spese sarà proprio il Puma, che morirà sgozzato durante l'ora d'aria. Freddo non lascerà impunito l'assassino.
Nel frattempo, Patrizia è in cerca di Ranocchia: dal giorno del suo matrimonio, l'amico è sparito (segretamente minacciato dal Dandi, che non ha mai fatto mistero di detestarlo). Il giovane omosessuale è ricoverato in condizioni critiche per aver contratto l'AIDS; sentendo la morte vicina, si affida a Scialoja, affinché possa permettergli di rivedere Patrizia un'ultima volta. Avvertita dal commissario, la donna si reca al capezzale dell'amico, ma è troppo tardi. Al ritorno a casa, rompe definitivamente col Dandi, accusandolo di essere null'altro che un vile materialista.
Per il Dandi non tira aria buona nemmeno sul lavoro. In primo luogo, "Zio" Carlo non è contento degli ultimi avvenimenti e dell'incapacità del Dandi di controllare la sete di vendetta del Freddo; in secondo luogo, sa bene che dietro al giro di droga "cinese", deve esserci una mente più scaltra e caparbia di Sergio Buffoni. Si affida, dunque a Trentadenari e Secco per scoprire chi questi possa essere.
Nello stesso momento, Scialoja sta provando a ricostruire il mosaico degli eventi: sospetta il Freddo per la morte di Buffoni, ma non ne capisce la connessione con il Sorcio. L'unica accusa che può muovere a Freddo è quella di detenzione di arma clandestina (che non prevede la carcerazione preventiva). Allora, in attesa di sviluppi, trattiene Sorcio in carcere con una falsa accusa di detenzione di sostanze stupefacenti; il giovane spacciatore, però, si dimostra reticente, alla pari del Freddo e del fratello Gigio, che s'è ripreso dal coma ed è stato raggiunto in ospedale dallo stesso commissario. Ciò che, però, è ben chiaro al Sorcio è che, una volta fuori dal carcere, saranno in tanti a cercarlo. Detto fatto: appena libero, è Ruggero Buffoni ad avvicinarlo. Il sospetto dell'uomo è che Sorcio abbia venduto suo fratello Sergio al Freddo, in cambio di aver salva la vita. Il ragazzo, che in realtà, non ha tradito il suo socio, non riesce a convincere del contrario Ruggero, perciò è costretto alla fuga. Comincia, allora, per il giovane spacciatore della Magliana una corsa contro il tempo per trovare il denaro sufficiente a pagare la stampa di documenti falsi: Sorcio vuole tagliare la corda il prima possibile in compagnia di Vanessa, la sua ragazza. Decide, per questo, di rivolgersi ad un abile falsario, il Larinese, che, però, saputo della condanna a morte che pende sulla testa del giovane, gli chiede 100 milioni; si tratta di una cifra molto importante, che Sorcio decide di estorcere, dietro ricatto telefonico, all'ignoto che si cela dietro il canale di droga cinese. 

Scialoja, sapientemente coadiuvato dall'ispettore Canton, ne sta seguendo tutti gli spostamenti, quando riceve la notizia di un attentato dinamitardo ordito da ignoti ai danni del Secco; la sua auto viene fatta saltare in aria e il losco affarista riesce a salvarsi per pura casualità. Il Dandi ci vede lungo anche stavolta: rintraccia personalmente l'introvabile Sorcio (del quale già conosce le prossime mosse), gli ventila la notizia dell'attentato al Secco e, promettendogli il denaro che gli serve ad espatriare, prova ad estorcergli il nome di colui che ha pilotato il giro di droga al quale collaborava Sergio Buffoni. 
(Il Dandi pare aver capito qualcosa che è ancora oscuro agli inquirenti)
Nonostante il chiaro suggerimento di Dandi, il giovane spacciatore non ne vuol sapere di parlare. Il boss della Magliana ha, però, il solito asso nella manica: i Servizi segreti gli passano, infatti, l'ennesima dritta, secondo cui l'attentato dinamitardo sarebbe opera di Nercio e Botola. Raggiuntili in casa loro, li trova già cadaveri; accanto ai loro corpi, c'è un notevole quantitativo di eroina e, inoltre, qualcuno deve aver avvisato la polizia, che arriva giusto qualche momento più tardi. Il Dandi è così costretto a dileguarsi velocemente, mentre il commissario Scialoja, una volta sul posto, si accorge immediatamente che si tratta di una rudimentale messa in scena: qualcuno, cioè, vuol far credere che Nercio e Botola si siano sparati a vicenda al termine di una lite dovuta proprio allo smercio dell'eroina cinese. 

Sorcio, finalmente, incontra la persona che ha ricattato telefonicamente: come il Dandi sospettava da tempo, si tratta proprio del Secco. L'affarista, in realtà, ha teso una trappola allo scomodo Sorcio: prova ad ucciderlo con una revolverata, ma il nervosismo fa sì che Er Secco sbagli grossolanamente la mira e finisca per ferire il ragazzo solo di striscio. Rifugiatosi nuovamente in casa, Sorcio viene curato da Vanessa, che, però, dopo la medicazione, lo pianta in asso. La bella infermiera, come scoperto da Canton durante un pedinamento, ha, infatti, avviato una relazione con Trentadenari. Sorcio, in un disperato tentativo, prova a tornare dal Dandi per chiarirgli nel dettaglio la struttura del nuovo canale; il boss, però, non è generoso come aveva fatto intendere.
(Il Dandi riceve la conferma che aspettava, ma non ha intenzione di premiare Sorcio, che lo ha tradito)

Dandi, che aspettava soltanto delle conferme per sbarazzarsi del Secco, va da lui, pronto a farlo fuori. Sul più bello, però, la pistola gli s'inceppa. Questi pochi secondi bastano al Secco per fare un'ultima, disperata offerta al boss: in cambio di aver salva la vita, gli riconsegnerà tutti i proventi, più il canale della droga e gli farà raddoppiare il capitale in soli tre mesi. 
(La chiosa del patto tra Dandi e Secco)
Con il Freddo nuovamente a piede libero, Donatella è entusiasmata dall'idea di poter rimetter su il giro, dopo aver eliso tutti "i rami secchi" della banda: ma quello che la donna trova è un uomo molto cambiato, completamente disilluso e che vuole chiudere, una volta e per tutte, con la vita che ha condotto finora. 

Il fuggitivo Sorcio, sempre più solo, viene avvicinato da Scialoja, che gli mostra delle fotografie di Vanessa e Trentadenari ritratti in pose più che spinte da Canton; il commissario vorrebbe indurre il giovane a confessare tutto, ma il solo effetto che sortisce è l'omicidio passionale di Trentadenari. Sorcio, infatti, è risoluto a farla finita; così, dopo essersi iniettato un'abbondante dose di eroina, fa per spararsi in bocca. Tuttavia - terrorizzato dall'idea di morire, o forse soltanto desideroso di completare la sua vendetta -, decide di adottare un'altra strategia.
(Sorcio è deciso a consegnare la banda alle forze dell'ordine e ad affidarsi alla protezione di Scialoja)

## Episodio 9
- Diretto da: Stefano Sollima

### Trama
La confessione del Sorcio permette a Borgia di spiccare i mandati di cattura nei confronti dei membri superstiti della banda; una banda ormai dilaniata da varie faide interne, alla quale il Dandi chiede, però, per l'ultima volta, unità d'intenti per arrivare compatti al processo. Le minacce del Bufalo, però, fanno sì che al Dandi torni la paura di morire; così, il boss propone al suo avvocato di trovare un modo per fargli diagnosticare un male incurabile. L'idea del Dandi sarebbe quella di farsi trasferire in una struttura ospedaliera sicura, ma l'unico effetto che sortisce è quello di esser ricoverato nell'infermeria del carcere. Grazie anche all'aiuto di Ricotta, però, prova a tenere unita la banda, raddoppiando le stecche che aveva fatto dimezzare poco prima dal Secco; stimolati dal Bufalo, però, i suoi compagni (escluso Ricotta) hanno fiutato la puzza di bruciato e non intendono fidarsi del Dandi.
Mentre Bufalo e Ruggero Buffoni pensano al modo di far fuori, rispettivamente, Dandi e Freddo, il processo va avanti a marce forzate; Scialoja, che ha forse percepito i possibili pregiudizi della corte nei confronti del Sorcio (un ex tossicodipendente), è alla ricerca di un nuovo testimone. Vasta ha capito che, per intaccare la credibilità di Sorcio, deve battere proprio su questo tasto. Gli dà man forte Roberta, l'ex di Freddo, chiamata a testimoniare dall'accusa: la deposizione della giovane si rivela un'arma a doppio taglio, perché conferma il falso alibi del Freddo riguardo all'omicidio di Remo Gemito. 

In parlatorio, intanto, il Dandi riceve la visita del Larinese, il quale gli propone uno strano affare: due miliardi di lire in cambio della pagina mancante all'elenco dei componenti della loggia P2, ritrovata nella cassetta di sicurezza di una banca recentemente rapinata. Dandi non crede che questo documento possa effettivamente aiutarlo in qualche modo nel processo (e, comunque, il prezzo sarebbe eccessivo). Tuttavia, qualche giorno più tardi, all'interno dell'aula-bunker, subisce un attentato dal Bufalo, dal quale lo salva il fedele Ricotta. Bufalo va su tutte le furie e punisce a modo suo l'ex compagno di avventure.
(Il Bufalo, coadiuvato da un complice, sfregia il viso di Ricotta, reo di averlo bloccato durante l'attentato ordito a danno del Dandi)

Il Dandi, però, sentendosi sempre meno al sicuro, affida incarico a Donatella di incontrare il Larinese. La donna porta l'affare a compimento con grande caparbietà: ottiene la lista ed uccide il Larinese, riuscendo a risparmiare i due miliardi pattuiti. I Servizi segreti, a questo punto, si ritrovano ricattati: il Dandi, in caso di condanna, è pronto a consegnare la lista al commissario Scialoja.
(Il Vecchio riflette sulla proposta del Dandi ed è costretto ad accettarla)
Dandi, inoltre, ottiene la possibilità di fare degli "omaggi" ai suoi compagni, sotto forma di assoluzioni, fughe o sconti di pena. Anche Freddo, in odore di forti condanne, si è mosso, chiedendo aiuto a Donatella: ha intenzione di iniettarsi del sangue infetto per farsi trasferire davvero in un ospedale, dal quale sarebbe più facile tentare una fuga. 
Il losco affare riesce in pieno e, così, Freddo viene trasferito in una struttura dalla quale riesce a dileguarsi proprio il giorno della sentenza, che lo avrebbe condannato a quindici anni di reclusione; all'uscita dall'ospedale, come concordato, trova un'auto, con denaro, biglietti d'aereo e documenti falsi. Fierolocchio, Ruggero Buffoni e Scrocchiazeppi, invece, si ritrovano a giocarsi a carte una fuga, organizzata proprio per quel giorno, grazie ai magheggi del Dandi; la fortuna sorride, per una volta a Scrocchiazeppi, ma è l'amico fraterno Fierolocchio (condannato ad 8 anni), a trovarsi al suo posto, per pura casualità, fuori dal carcere. Così, sono Ruggero e Scrocchiazeppi a dover scontare 8 anni di pena reclusiva, alla pari del Bufalo; questi, però, promesso di abbandonare ogni proposito di vendetta, grazie al Dandi, ottiene il riconoscimento della semi-infermità mentale, che gli frutta l'opportunità di scontare la pena in un Ospedale Psichiatrico Giudiziario. Il fedelissimo Ricotta, invece, viene assolto per insufficienza di prove (al netto della condanna a 24 anni in primo grado per il tentato omicidio di Gemito). Gongola anche il Dandi alla lettura della sentenza: alla presenza di Patrizia e Scialoja, viene assolto per insufficienza di prove. Inoltre, la Corte smonta la tesi dell'esistenza di una banda, assolvendo tutti dall'accusa di Associazione per delinquere.
Dandi riprende pienamente controllo sui suoi loschi giri già in giornata; i Servizi segreti deviati, che ne conoscono bene le gesta, provano, invece, ad ingaggiare la scaltra Donatella. 

Tra le file degli sconfitti, c'è, incredibilmente, Patrizia, che, sola in un bar, affoga nell'alcool il suo rammarico per gli esiti processuali. Anche Fernando Borgia è ormai rassegnato a perdere la guerra contro i maglianesi. Chi non ci sta a dirsi sconfitto è Nicola Scialoja: il commissario perde il lume della ragione, si presenta nottetempo a casa del Dandi e gli punta addosso una pistola. Il rientro a casa di Patrizia lo distrae per un attimo: è quanto basta al Dandi per disarmarlo, immobilizzarlo e farlo portar via dai suoi scagnozzi, che vorrebbero ucciderlo.
(Dandi commuta la condanna a morte di Scialoja in una pena, forse, più dura)
Così, il commissario si ritrova l'indomani mattina sulla cima di una discarica, con varie ferite, contusioni ed una grave frattura alla gamba, che non gli permette nemmeno di muoversi.

## Episodio 10
- Diretto da: Stefano Sollima

### Trama
Novembre 1989, Dandi, alle prese con i cantieri di Italia '90, intende ristrutturare la Basilica di Sant'Apollinare a Roma, con l'intenzione di esservi seppellito, dopo aver avuto un sogno premonitore del Libanese che gli annunciava la sua prossima morte. La Curia sembra fare difficoltà e, per aggirare il problema, il Secco gli suggerisce di aumentare i "finanziamenti" e di sollecitare "interventi" esterni. Il potente boss si rivolge, allora, ai servizi segreti, che gli permettono di soddisfare questo suo autentico capriccio. Il Secco, tuttavia, constatato l'atteggiamento perennemente scontento di Patrizia e la piena crisi matrimoniale nella quale i due vivono, suggerisce alla donna di parlare assieme privatamente dell'argomento.
Per Ruggero Buffoni e Scrocchiazeppi è arrivato finalmente il giorno della scarcerazione, ma quest'ultimo non trova Angelina fuori dal carcere ad aspettarlo. Rincasato da solo, la trova nel bel mezzo di un focoso amplesso con Fierolocchio. Umiliato ed avvilito, si allontana, intenzionato a prendere tutto il suo denaro e lasciare Roma; ben presto, però, si accorge che la moglie ha letteralmente sperperato i suoi averi in compagnia dell'ex-amico fraterno di lui. Così, decide di affrontare direttamente l'unico membro della banda arricchitosi durante gli ultimi anni, alias il Dandi; sotto la minaccia di una pistola, gli chiede un'esosa liquidazione (2 miliardi di lire). Dandi non ha assolutamente intenzione di concedergli questa somma, ma, a margine una riunione con il Maestro e Donatella, decide di accettare il loro sibillino consiglio: dargli soltanto 200 milioni e liquidarlo definitivamente. 
Scrocchiazeppi, informato dal traditore Fierolocchio (divenuto in questi anni null'altro che un faccendiere del Dandi), accetta controvoglia, ma, d'altra parte non ha scelta. Alla consegna, si presenta lo stesso Fierolocchio, scortato da uno scagnozzo del Dandi; questi, anziché dargli il denaro, lo fredda a bruciapelo, scatenando la disperata reazione di Fierolocchio, che era all'oscuro dei piani del Dandi e che, forse troppo tardi, s'è reso conto di aver perso un grande amico. Durante le esequie, Fierolocchio viene avvicinato da Pischello, il compagno di cella del Bufalo durante l'ultimo periodo di reclusione al Regina Coeli; Bufalo è in permesso premio e, forte dell'appoggio del Secco, ha deciso di metter su una batteria, per ricominciare da capo a spacciare droga in tutta la capitale e perseguire, quindi, nuovamente quello che era stato il sogno iniziale del Libanese. Il suo primo obiettivo, però, è uccidere l'infame Dandi. 
Anche Ruggero Buffoni, una volta fuori dal carcere, non ha perso tempo e ha iniziato a perseguire i suoi vecchi propositi di vendetta: imbattutosi in Gigio Soleri, lo tortura fino ad ucciderlo, senza riuscire ad estorcergli alcuna informazione sul fratello. Il Freddo, latitante a Tangeri, viene a sapere dell'improvvisa morte del fratello. Il suo paventato ritorno a Roma, preoccupa - e non poco - i Servizi segreti, ma non sembra scuotere particolarmente il Dandi. Intanto, la polizia ha intercettato una conversazione telefonica tra Freddo e Donatella: così, il commissario Rizzo scopre dov'è che si nasconde il criminale e passa l'informazione a Canton, pregandolo di inoltrarla a Scialoja (del quale, al netto del carattere piuttosto antipatico, ha potuto apprezzare le grandi doti investigative). Scialoja, rimasto invalido, è costretto da anni ad un poco gratificante lavoro d'ufficio; le notizie che arrivano dal Marocco sono linfa vitale per l'ex commissario, che si precipita a Tangeri, per provare a convincere il Freddo a tornare a Roma insieme a lui e collaborare. Il Freddo rifiuta: vuole tornare, sì, nella capitale, ma per conto proprio. Al suo arrivo, Donatella (che sembra in contatto molto stretto con i Servizi segreti) gli fa avere le chiavi di un appartamento per nascondersi e gli serve un "regalo" di benvenuto: la morte di Ruggero Buffoni. Inoltre, gli svela i fatti che portarono alla morte del Libanese (ossia che ad ammazzarlo erano stati il Nero e Nembo Kid, il tutto organizzato da Zio Carlo e su ordine dei Servizi segreti, i quali volevano un altro capo per Roma: il Dandi, il quale fin dall'inizio era a conoscenza di tale risvolto, ma l'ha sempre taciuto al Freddo) e gli consegna una pistola. Il Freddo è perplesso, ma decide di andare a incontrare il Dandi.
A questo punto, la cronaca irrompe nuovamente nella finzione romanzesca: il 9 novembre 1989, crolla il Muro di Berlino. Il Vecchio, sentendosi ormai inadeguato al nuovo ordine del mondo che verrà, si reca a casa di Scialoja per offrirgli il suo posto da dirigente dei servizi. Il commissario rifiuta e, mentre accompagna alla porta il potente funzionario, riceve in anteprima la notizia della morte di Ruggero Buffoni e del ritorno in città del Freddo. Proprio il Freddo trova il Dandi all'interno della Basilica di Sant'Apollinare; sarebbe intenzionato a ucciderlo, tuttavia, dopo un breve dialogo, desiste da tale proposito, forse intuendo che la propria persona è manovrata da qualcuno.

Il destino del Dandi, però, è già scritto: Patrizia, in combutta col Secco, lo informa telefonicamente che le servirà la macchina per fare delle commissioni e lo invita a proseguire i suoi giri a piedi. Proprio sul tragitto, sono appostati, in sella a due moto, il Pischello, Fierolocchio e Bufalo, con quest'ultimo che lo fredda con una scarica di mitragliatore Uzi.  

La morte del Bufalo.

Il Freddo, invece, appena fuori dalla basilica, getta via la pistola di Donatella e poi telefona a Scialoja per chiedergli un appuntamento: è seriamente intenzionato a collaborare con la polizia. Mentre attende il poliziotto, viene avvicinato da Donatella, che, probabilmente su ordine dei Servizi, lo fredda in mezzo alla folla con tre colpi di pistola: le sue dichiarazioni avrebbero sicuramente sconvolto un assetto di cose che deve rimanere oscuro. Scialoja, però, ha ancora tutto l'interesse nei confronti della vicenda, che gli è costata anni di carriera e l'invalidità: così, cede alle avances del Vecchio e prende il suo posto dirigenziale nei Servizi segreti.
Con il termine della vicenda, termina pure il lungo flashback iniziato con l'apertura della prima serie: l'uomo di mezz'età che aveva ucciso il giovane capoccia della Magliana altri non è che il Bufalo, che ha fatto ritorno nel suo quartiere. Sotto shock e ancora sanguinante, si aggira per le vie percorse in gioventù ed entra nel bar da Franco, che ha completamente cambiato fisionomia; per lui, però, ogni cosa è rimasta come tanti anni prima, tant'è che rivede, in una sorta di allucinazione visiva, tutti i suoi amici, spensierati come non mai. Sentendo le sirene della "Madama", prova addirittura a mettere in guardia il Libanese, come tante volte aveva fatto da giovane.
(La risposta del Libanese è illuminante per Bufalo, che comprende che la spensieratezza dei suoi amici deriva proprio dal fatto di essere ormai morti e appartenere, quindi, a un mondo che non c'è più)
Perciò, all'arrivo degli agenti, Bufalo, anziché arrendersi e consegnarsi alle guardie, preferisce morire in un'ultima, dissennata (e, in senso lato, spensierata) azione, forse con la speranza di potersi riunire ai suoi amici, gli unici che in vita abbia mai avuto.